# 羅茲托基 (特諾皮爾州)
49°55′2″N 25°31′24″E / 49.91722°N 25.52333°E
羅茲托基（羅馬化：Roztoky）是位於烏克蘭西部特諾皮爾州克列梅涅茨區的村莊，始建於1545年，面積29.5平方公里，2025年人口871，人口密度每平方公里38.6人。